# Jess Phillips (femme politique)
Pour les articles homonymes, voir Jess Phillips et Phillips.
Jessica Rose Phillips, née Trainor, le 9 octobre 1981 à Birmingham, est une femme politique britannique du Parti travailliste.
Elle est députée pour Birmingham Yardley depuis 2015. Elle est candidate au poste de chef du Parti travailliste aux élections à la direction de 2020.

## Jeunesse et carrière
Jessica Rose Trainor est née le 9 octobre 1981 à Birmingham, West Midlands. Elle est la plus jeune de quatre enfants de Stewart Trainor, un enseignant, et de Jean Mackay, qui est directrice générale adjointe de la NHS Confederation et présidente du South Birmingham Mental Health Trust. Elle est allée à King Edward VI Camp Hill School for Girls, un lycée local.
Elle étudie l'histoire économique et sociale et la politique sociale à l'université de Leeds de 2000 à 2003. De 2011 à 2013, elle obtient un diplôme de troisième cycle en gestion du secteur public à l'université de Birmingham.
Elle travaille pendant une période pour ses parents dans leur entreprise, Healthlinks Event Management Services. À partir de 2010, elle travaille pour la Fédération d'aide aux femmes d'Angleterre en tant que directrice du développement commercial, responsable de la gestion des refuges pour les victimes de violence domestique à Sandwell dans les West Midlands.
Elle quitte le Parti travailliste pendant les années de la direction de Tony Blair, le rejoignant après les élections générales de 2010. Sa période à Women's Aid rend Phillips « tout à fait pragmatique. J'ai appris que mes principes importent moins que la vie [des gens] ». Aux élections locales de 2012, elle est élue conseillère travailliste pour le quartier de Longbridge, prenant le siège des conservateurs. Elle est ensuite chargée du droit des victimes au conseil municipal de Birmingham, intervenant auprès de la police et des organisations de justice pénale au nom des victimes. Elle fait également partie du West Midlands Police and Crime Panel.

## Carrière parlementaire
Elle est sélectionnée parmi une liste restreinte de femmes pour se présenter à Birmingham Yardley en juin 2013, qui est alors représentée par John Hemming des libéraux démocrates. Lors des élections générales britanniques de 2015, avec un écart de 11,7 % par rapport aux libéraux-démocrates, Phillips est élue députée, obtenant 17 129 voix (41,6 %) et une majorité de 6 595 voix (16,0 %) par rapport à son plus proche rival,. Son premier discours concerne les sans-abris et « l'amélioration de la réponse [de la Grande-Bretagne] aux victimes de violences et d'abus domestiques et sexuels sous toutes leurs formes ». Lors de l'élection à la direction du parti travailliste de 2015, Phillips soutient Yvette Cooper comme chef du parti travailliste et Tom Watson comme chef adjoint.
Elle est nommée secrétaire parlementaire privé (PPS) de Lucy Powell, secrétaire d'État à l'Éducation du cabinet fantôme, en septembre 2015.
En juin 2016, elle démissionne en tant que PPS de Lucy Powell, la secrétaire d'État fantôme à l'éducation, à la suite de la démission de Powell et d'autres membres du cabinet fantôme. En juillet 2016, Phillips menace de démissionner du Parti travailliste et de siéger en tant que députée indépendante si Corbyn est réélu à la tête du parti, déclarant qu'elle trouverait « incroyablement difficile » de continuer à servir sous la direction de Corbyn. Elle soutient Owen Smith dans la tentative ratée de remplacer Corbyn lors de l'élection à la direction du parti travailliste de 2016.
En septembre 2016, elle est élue présidente du groupe parlementaire des femmes travaillistes (WPLP), battant sa prédécesseure Dawn Butler, considérée comme une alliée de Corbyn.
Phillips est souvent attaquée par des utilisateurs anonymes sur les réseaux sociaux,. En 2015, elle est menacée de viol sur les réseaux sociaux à la suite de ses objections à la Journée internationale de l'homme. En mai 2016, après avoir fait campagne contre l'intimidation en ligne, Phillips déclare qu'elle a reçu des milliers de tweets menaçants ou dégradants dans un délai de 36 heures, notamment des menaces de viol. Après s'être plainte auprès de Twitter et avoir été informée que les tweets n'enfreignaient pas ses règles, elle accuse l'entreprise de « collusion » avec ses agresseurs,.
Phillips critique la convocation des élections anticipées de 2017. Elle est réélue pour Birmingham Yardley, avec 25 398 voix (57,1 %), augmentant sa majorité à 16 574 voix (37,2 %) par rapport au candidat conservateur à la deuxième place, les Lib Dems terminant à la troisième place.
En mars 2018, elle menace à nouveau de démissionner du Parti travailliste, cette fois en réponse au traitement par le Labour des allégations de harcèlement sexuel contre le député travailliste Kelvin Hopkins, déclarant qu'elle « découperait sa carte de membre » si la victime présumée était interrogée par Hopkins dans le cadre de l'enquête.
En octobre 2019, Phillips déclare qu'elle pense que le Parti travailliste est peu susceptible de remporter la majorité aux élections générales et que si celui-ci n'est pas vainqueur, Corbyn devrait démissionner en tant que chef du parti, après quoi elle pourrait se présenter pour le poste. Elle est réélue en décembre 2019 avec 23 379 voix (obtenant une part de vote de 54,8 %).
À la suite de la décision de Corbyn de démissionner de son poste de leader travailliste, après la défaite du parti aux élections générales de 2019, Phillips est proposé comme successeur potentiel. Le premier sondage des membres travaillistes suggère qu'elle pourrait obtenir 12 % des votes de première préférence, la plaçant troisième derrière Keir Starmer (le secrétaire d'État à la Sortie de l'Union européenne du cabinet fantôme) et Rebecca Long Bailey (la secrétaire d'État aux Entreprises, à l'Énergie et à la Stratégie industrielle du cabinet fantôme). Elle annonce sa candidature à la direction le 3 janvier 2020 à Grimsby, un siège que le parti conservateur a pris aux travaillistes aux élections. Elle est la troisième candidate à annoncer, après Emily Thornberry et Clive Lewis.
En novembre 2023, dans le contexte de la guerre à Gaza, elle fait partie des 56 députés travaillistes — sur un total de 198 — qui défient Keir Starmer, représentant de la ligne centriste, en soutenant une motion parlementaire appelant à un cessez-le-feu dans la bande de Gaza. Elle déclare avoir « voté selon ce que mon cœur dictait, mais aussi du côté de ma tête et des habitants de ma circonscription ». La députée de Birmingham compte une forte population de confession musulmane.
Elle devient en 2024 sous-secrétaire d'État parlementaire à la Protection et contre la Violence faite aux femmes et aux filles, rattachée au Bureau de l'Intérieur. En janvier 2025, elle rejette une demande du ministère de l'Intérieur d'ordonner une enquête publique sur l'exploitation sexuelle des enfants à Oldham. Elle déclare que le conseil devrait plutôt ordonner une enquête locale, comme cela s'est produit à Rotherham et Telford. The Telegraph lui reproche sa décision de bloquer cette enquête publique, les enfants victimes de viols se voyant refuser, selon le journal, « justice et protection par l’État pour préserver l’image d’une société multiculturelle prospère »,. La décision est critiquée par plusieurs hauts responsables conservateurs, bien que le gouvernement conservateur précédent ait refusé une demande similaire en 2022. Elle est violemment attaquée sur le réseau social Twitter par Elon Musk, qui demande à ce qu'elle soit emprisonnée pour avoir prétendument favorisé le viol d'enfants et le pédopiégeage. Les publications de l'homme d'affaires américain sont dénoncées par d'autres ministres, dont Wes Streeting qui considère « certaines des critiques formulées par Elon Musk » comme « mal jugées et certainement mal informées ».

## Prises de position
En janvier 2016, Phillips déclare dans Question Time que des événements similaires aux agressions sexuelles du Nouvel An 2016 en Allemagne se produisent chaque semaine sur la Broad Street de Birmingham. Elle insiste sur le fait que toute « culture patriarcale » doit être remise en question, mais le Royaume-Uni ne devrait pas « se reposer sur ses lauriers » lorsque deux femmes sont assassinées chaque semaine. En réponse aux critiques, elle déclare au Birmingham Mail : « Ce n'est pas quelque chose que les réfugiés ont introduit dans notre pays. C'est quelque chose qui a toujours existé »,.
En réponse au meurtre de la députée travailliste Jo Cox, en juin 2016, Phillips déclare que cela « me donnait envie de lutter encore plus dur ». En août 2016, elle déclare à The World at One sur BBC Radio 4 qu'une pièce de sécurité est en train d'être installée dans son bureau de circonscription qui dispose désormais d'un système d'alarme, et que des serrures améliorées ont été installées à son domicile,.

## Livres
Le 23 février 2017, son premier livre, Everywoman, One Woman's Truth About Speaking the Truth, est publié par Penguin Books,. En mai 2019, le livre est adapté pour la télévision par RED Production Company.
Son deuxième livre, Truth to Power: 7 Ways to Call Time on BS, est publié par Octopus le 3 octobre 2019.

## Vie privée
Elle est mariée à Tom Phillips ; le couple a deux fils.